# Tadahiro Akiba
Tadahiro Akiba (Prefectura de Chiba, 13 d'octubre de 1975) és un exfutbolista japonès.

## Selecció japonesa
Va formar part de l'equip olímpic japonès als Jocs Olímpics d'estiu de 1996.